# هيديكي توجو

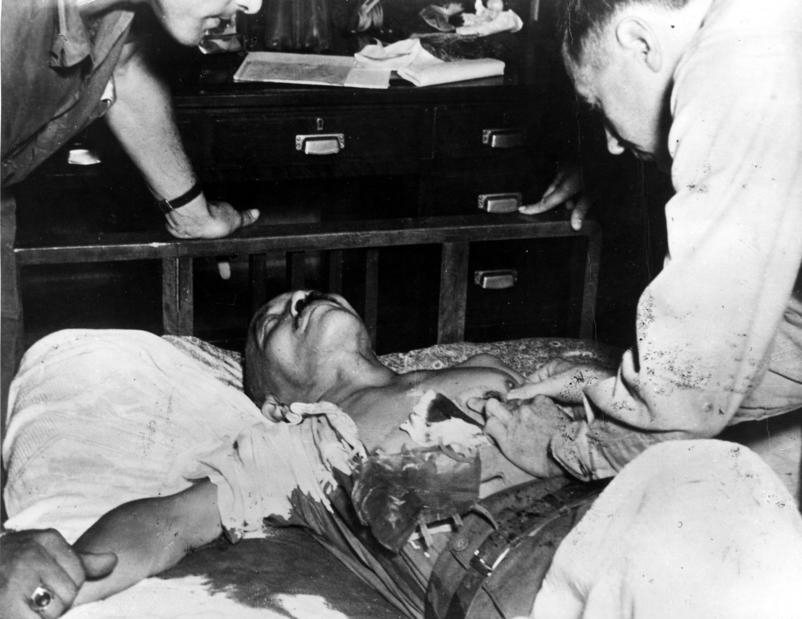
توغو بعد إلقاء القبض عليه وهو مصابا سنة 1945

هيديكي توجو (باليابانية: 東條 英機) ولد في 1884 وتوفي في 1948 جنرال ياباني، كان رئيس وزراء اليابان السابع والعشرين خلال فترة الحرب العالمية الثانية من 17 أكتوبر 1941 إلى 22 يوليو 1944، كان مسؤولاً بصفته رئيساً لوزراء اليابان عن الأمر بالهجوم على ميناء بيرل هاربر والذي أشعل الحرب بين اليابان و الولايات المتحدة عام 1941 رغم أن التخطيط له قد بدأ في أبريل 1941 قبل توليه منصبه. وقد حقق تأثيرًا على النطاق القومي بعد عام 1937م، كرئيس لأركان حرب جيش كوانتونغ القوة التي حمت ممتلكات اليابان في جنوبي منشوريا. عندما حاصرت الشرطة العسكرية الأمريكية منزله في 8 سبتمبر، سمعوا صوت إطلاق نار. حاول رئيس الوزراء السابق الانتحار بإطلاق النار على نفسه [في القلب] ، لكنه أخطأ في إطلاق النار وعلى الرغم من إطلاق النار على نفسه في المعدة لم يمت، كما عولج من قبل الأطباء الأمريكيين على وجه السرعة. بعد فترة نقاهة في المستشفى، تم نقله إلى سجن سوجامو. وعلى الرغم من الإصابات الخطيرة، فإن جهود الأطباء الأمريكيين لإنقاذه سمحت له بالحضور خلال ما يسمى محاكمات طوكيو، حيث قامت محكمة عسكرية دولية بمحاكمة القادة اليابانيين الرئيسيين خلال الحرب.
أثناء نزيفه، بدأ توجو في الكلام، وسجّل مراسلين يابانيين كلماته: "أنا آسف جدًا لأن ذلك يستغرق وقتًا طويلاً." كانت الحرب العظيمة في شرق آسيا مبررة وعادلة، وأنا آسف جدًا على الأمة وجميع أعراق القوى العظمى. الآسيويون، أنا في انتظار المحاكمة العادلة للتاريخ، أردت أن أقتل نفسي، لكن في بعض الأحيان يفشل ذلك "

اضطر للاستقالة من منصبه كرئيس للوزراء عام 1944م بعد سقوط سيبان. أُدين كمجرم حرب بعد استسلام اليابان،

## صدور الحكم بالإعدام
بعد استسلام اليابان، دخلت قوات التحالف الأراضي اليابانية لأول مرة في التاريخ الياباني، حينها تمكنت من اعتقال جميع المسؤوليين العسكريين، وكان هيديكي توجو واحداً منهم، باستثناء الأطباء اليابانيين الذين قتلوا الصينيين بعد احتلال اليابان للصين عام 1937م، وأفراد العائلة المالكة وفي مقدمتهم الإمبراطور هيروهيتو ، إلا أن رئيس الوزراء الياباني السابق أدين كمجرم حرب ووصف بالمتشدد وقامت البحرية الأمريكية بإعدامه بتاريخ 23 ديسمبر عام 1948م، وكان ذلك قبل بداية الحرب الباردة بشهور .

## وصلات خارجية
- هيديكي توجو على موقع IMDb (الإنجليزية)
- هيديكي توجو على موقع الموسوعة البريطانية (الإنجليزية)
- هيديكي توجو على موقع مونزينجر (الألمانية)
- هيديكي توجو على موقع إن إن دي بي (الإنجليزية)
- هيديكي توجو على موقع قاعدة بيانات الفيلم (الإنجليزية)
- WW2DB: Hideki Tōjō
- Hideki Tōjō Quotes
- Address by Tojo Hideki, Premier of Japan
- Hideki Tōjō's grave at Findagrave